# Cremada del Dimoni

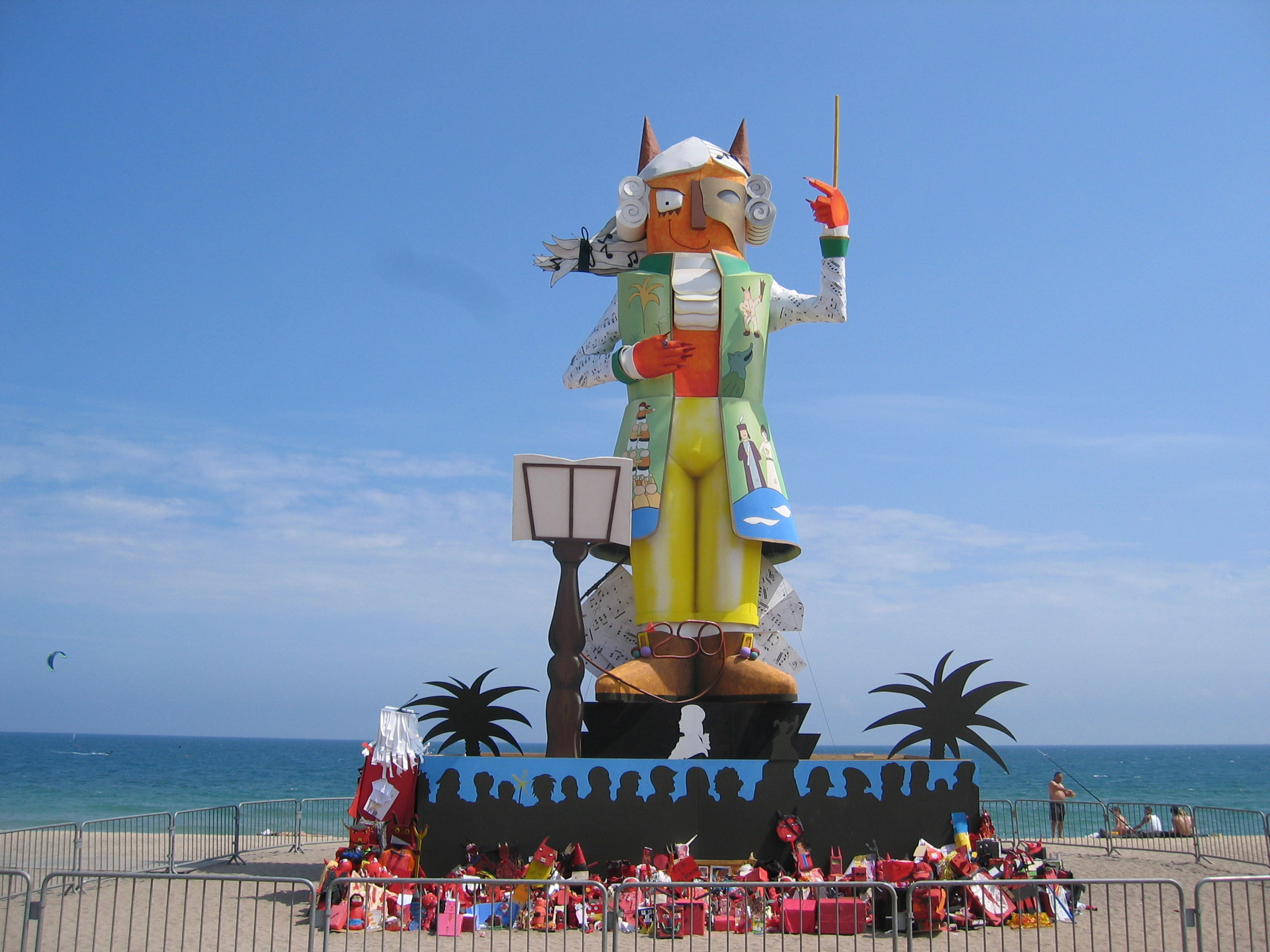
Dimoni de Badalona 2006

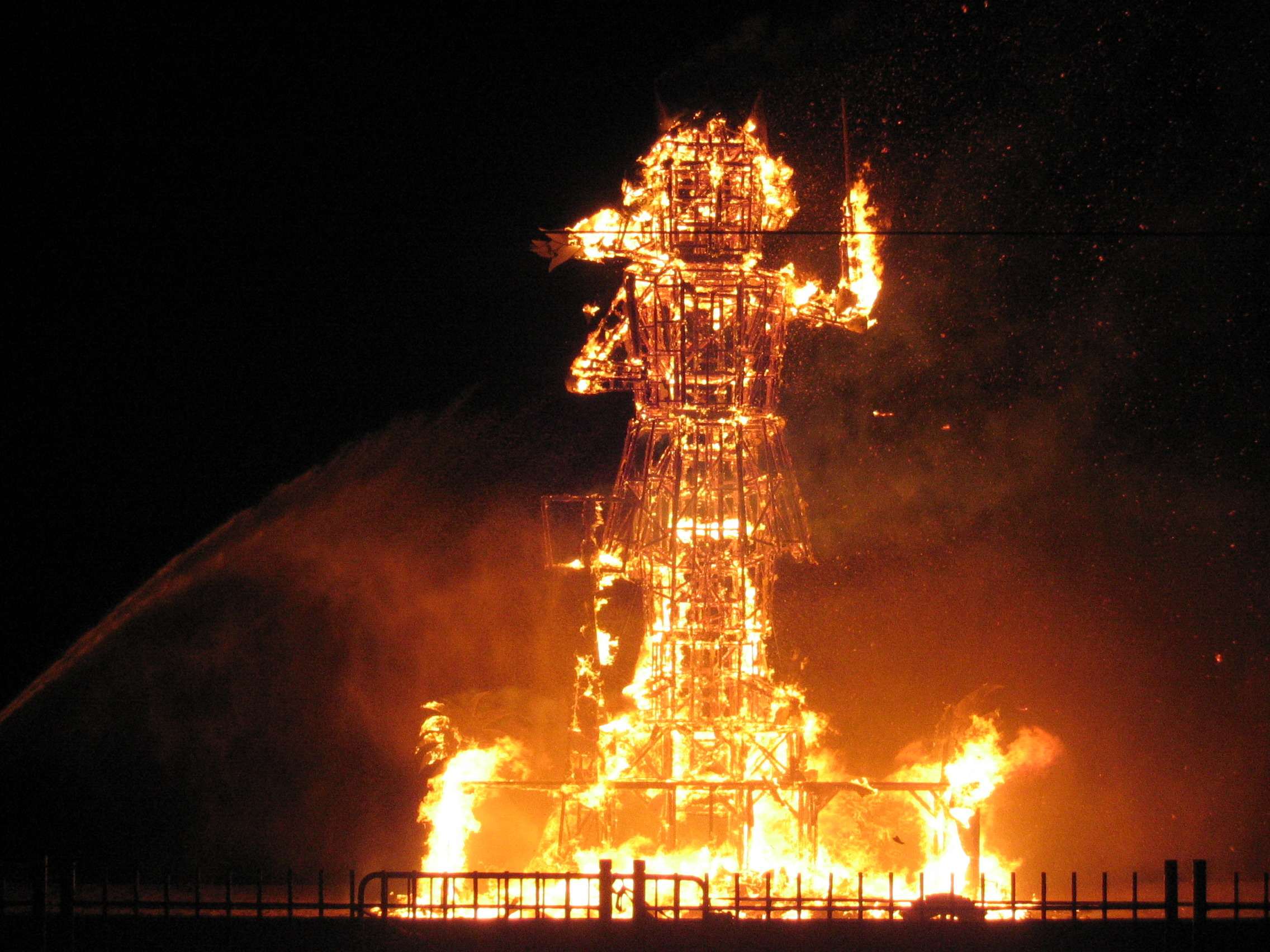
Crema del Dimoni 2006

La Cremada del Dimoni és la festa tradicional més important de Badalona, i és l'acte central de les Festes de Maig que se celebren les primeres setmanes del mes de maig. El 10 de maig a partir de les deu de la nit té lloc a la Rambla de Badalona, davant del mar, el piromusical i la Cremada del Dimoni, que és la culminació d'un seguit d'actes que conformen la Nit de Sant Anastasi. La Generalitat va declarar la Cremada festa d'interès turístic el 1991.

## Orígens i història

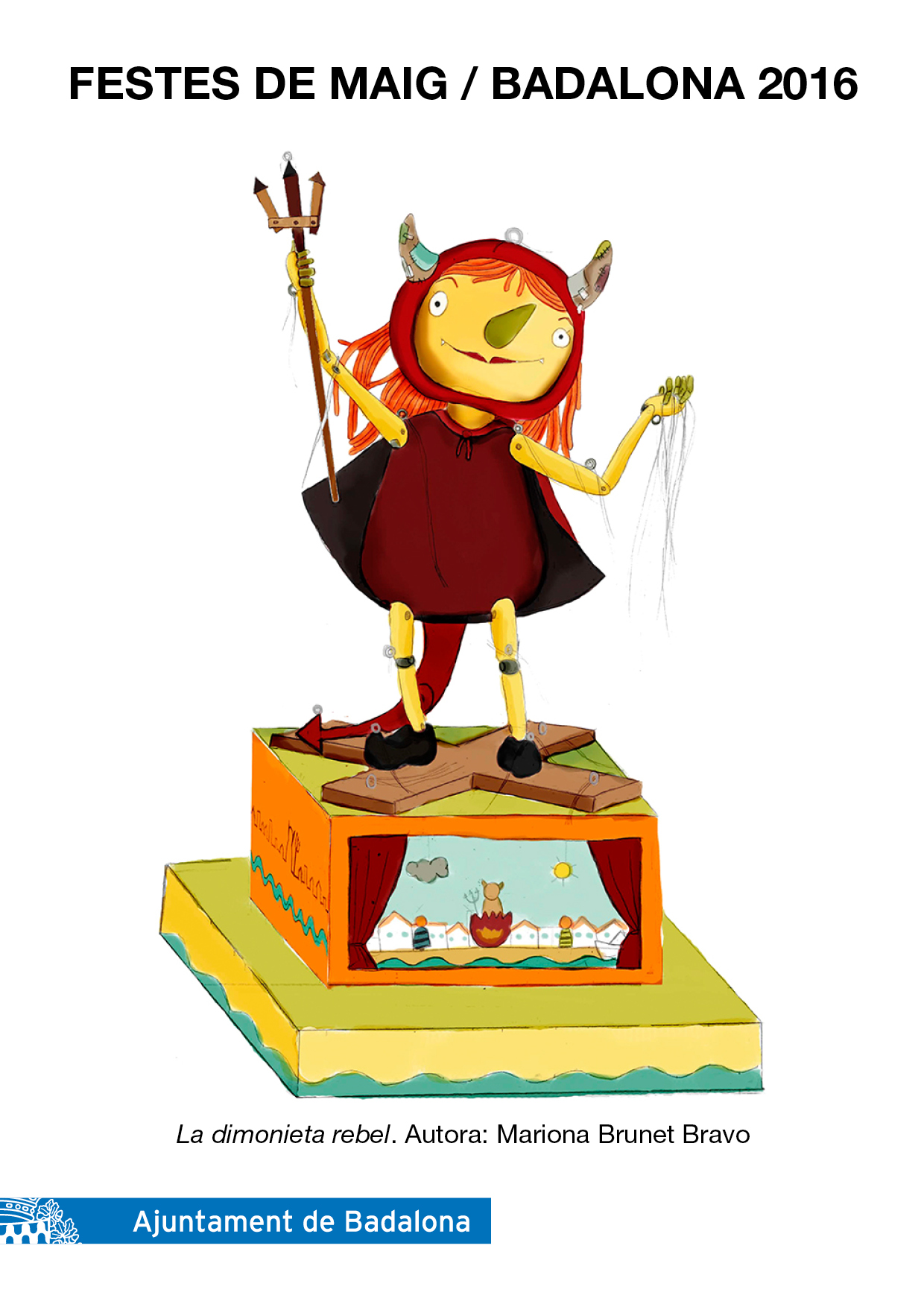
Disseny guanyador per les Festes de Maig 2016

Les festes de Sant Anastasi havien sigut tradicionalment de caràcter estrictament religiós, comptaven amb la passada del sant i l'ofici a l'església de Santa Maria. Amb el pas dels anys, i ja durant la Segona República, la festivitat començà a davallar. Només passada la Guerra Civil la Confraria de Sant Anastasi decideix crear un nou acte per les festes influïda per l'historiador local Josep Maria Cuyàs i amb el suport del gremi de corders. Cuyàs els oferí una justificació històrica al seu nou acte, que es basà en els escrits i notes del Baró de Maldà a la seva obra Calaix de Sastre, a la qual descriu com l'any 1785 uns mariners i pescadors badalonins cremaven a la platja un «figurón», el qual probablement no era més que un mascaró de proa vell, però que va servir als membres de la Confraria de Sant Anastasi per crear la nova tradició el 1940, donant forma a l'actual Cremada del Dimoni.
El primer dimoni fou cremat l'11 de maig de 1940 a l'esplanada de les excavacions, actual plaça a de l'Assemblea de Catalunya, com a acte de cloenda de la passada del sant, finalitzant amb un espectacle pirotècnic. La construcció de la figura anà a càrrec de Francesc de Paula Giró i Prat amb el disseny de Jaume Ribó i Arenes. El nou acte tingué una gran acollida i es reberen fortes queixes el 1944 quan es suprimí del programa d'activitats. La localització de la cremada variarà en els anys següents, els anys 1943 i 1945 s'escull la platja com a lloc de la cremada i aquest serà el seu emplaçament definitiu a partir de 1955, en què la descoberta de les termes romanes de Baetulo i la construcció del Museu de Badalona van obligar a canviar l'emplaçament.
En dues ocasions el dimoni ha tingut forma femenina. La primera vegada va ser l'any 2002, amb un disseny anomenat “Euquè?” sobre la substitució de la pesseta per l'euro. El segon cop fou l'any 2016, retent un homenatge "a totes les dones rebels que han hagut de pagar amb la vida la seva lluita per un futur millor”, segons Mariona Brunet, autora del disseny.
El 1949 es creà el Patronat de Sant Anastasi, encarregat de difondre i organitzar els actes, inclosa la cremada, de les festes de Sant Anastasi. A partir de llavors, Miquel Xirgu i Subirà assumí el disseny del dimoni, i la construcció anà sempre a càrrec de Domènec Giró i Duran. L'any 1954 morí Xirgu i el substituí el seu fill Miquel Xirgu i Rico, que juntament amb Giró s'encarregaren de la realització del dimoni fins a l'any 1989, excepte el 1973 que fou encarregat a un constructor de falles de València. Els successius dimonis, a banda de representar el personatge, s'han anat fent ressò d'esdeveniments polítics, econòmics i socials que han marcat l'any, costum que encara es manté.
Malgrat la disposició dels dos badalonins a treballar per la seva ciutat, van haver d'enfrontar-se en diverses ocasions a l'Ajuntament, que amb la seva vocació intervencionista deixà fora de joc en certes ocasions Miquel Xirgu. Un dels punts més conflictius ha estat sempre la negociació del pressupost destinat a la construcció del Dimoni. El de 1959, el primer del qual hi ha constància documental, va costar 9.500 pessetes (menys de 57 €). És a partir de 1960 que la xifra s'incrementa fins a les 20.000 o 30.000 pessetes (120/180 €). Als anys vuitanta arriba ja a les 200.000 pessetes (1.200 €) i a finals dels anys noranta ja supera els 2 milions (12.000 €).
En 1991, la Cremada del dimoni va ser declarada d'interès turístic per la Generalitat de Catalunya.
El 2020 la cremada no es va dur a terme a causa de l'estat d'alarma durant la pandèmia de COVID-19.

## Dissenyadors i constructors
Francesc de Paula Giró (1897-1957), la primera persona nascuda a Badalona després que la reina regent Maria Cristina atorga a la vila el títol de ciutat, va ser un dels primers impulsors de la tradició i es va encarregar de construir els primers dimonis, entre 1942 i 1948. Jaume Ribó Arenas (1913-1997) va ser també un dels pares del Dimoni badaloní en ser ell qui va donar la forma d'un dimoni a la figura que s'havia de cremar i dissenyant-lo fins al 1948. Miquel Xirgu Subirà (1892-1954), germà de l'actriu Margarida Xirgu, va treballar al costat de l'historiador Josep Maria Cuyàs en l'esbós de decorats i vestuari, dissenyant el dimoni entre 1949 i 1954. Miquel Xirgu Rico (1927-1997) va dissenyar el seu primer dimoni el 1955, després de la sobtada mort del seu pare. Aquí comença una llarga relació artística amb Domènec Giró que mantindrà, amb petites interrupcions, fins al 1989. Posteriorment, amb el constructor Tero Guzmán, va continuar dibuixant el Dimoni fins al mateix any de la seva mort, el 9 d'octubre de 1997.
Domènec Giró Duran (1925-2009) va rellevar el seu pare l'any 1949 en la tasca de construcció del Dimoni, feina que va continuar fins al 1989, quan va plegar per voluntat pròpia. És autor d'una col·lecció de maquetes, l'única que existeix, que recull totes les figures que va construir. La col·lecció només és oberta al públic amb motiu del Dia sense cotxes que convoca l'Associació de Veïns del Centre de Badalona.
Joan Mayné i Amat, antropòleg, museòleg i director del Museu de Badalona, és escollit el 1979, com a ceramista i dissenyador, per dibuixar el primer dimoni de la democràcia. Emili Bultó Riba (1930-2009), pessebrista de Badalona, es va fer càrrec de la construcció entre 1990 i 1993. Tero Guzmán, escenògraf, es va fer càrrec del muntatge del Dimoni des de 1994 fins al 2005. Guzmán modernitza el sistema constructiu per aconseguir que la figura cremi més de pressa. Ramon de los Heros es fa càrrec de la construcció del Dimoni a partir de 2006, tot i que ja havia col·laborat amb Tero Guzmán en el muntatge d'anys anteriors.
L'any 1999, l'Ajuntament va convocar per primera vegada el concurs «Crema'l tu!». Aquest concurs, que s'ha realitzat ininterrompudament fins avui dia, permet a la ciutadania dissenyar el dimoni que crema cada any. L'any 2015 se celebrà el 75è aniversari de la Cremada del Dimoni, per la qual cosa es va convidar a tots els participants a què els dissenys del dimoni fessin referència a aquesta efemèride.
A més, l'acte ha esdevingut molt participatiu, de manera que molts dimonis de creació particular es cremen als peus del dimoni "oficial". Això ha propiciat que cada any aparegui alguna figura representant el PP quan governava l'Ajuntament de Badalona. En diverses ocasions, s'havia ordenat la retirada d'aquests dimonis alternatius. Ja el 2016, es repetí el cas, però amb la foto de l'anterior alcalde, Xavier García Albiol, a la cara de la figura, i també amb visibles atributs espanyolistes i feixistes. La polèmica esclatà quan el mateix Albiol ho denuncià al seu compte de Facebook i també en un acte polític, de manera que l'Ajuntament va fer enretirar la fotografia d'Albiol, tot permetent que la resta de la figura es cremés junt a la del dimoni oficial.

## Galeria de dimonis

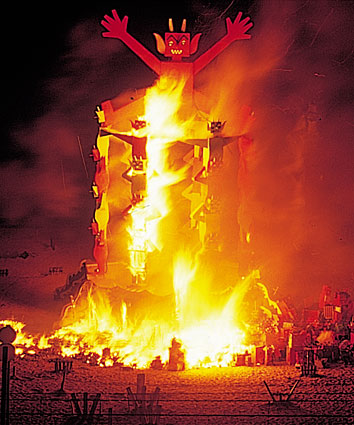
1998 Un castell de dimonis
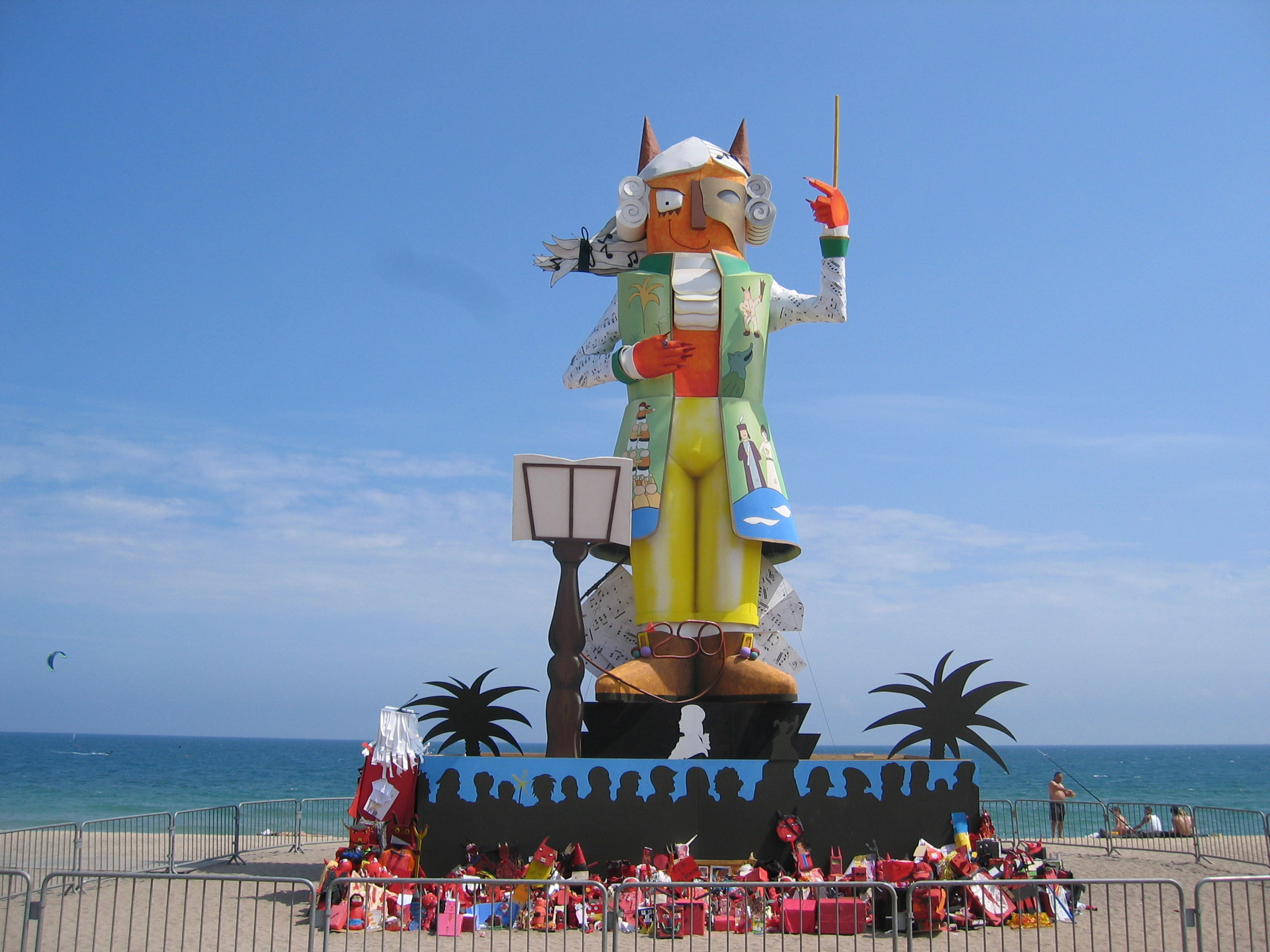
2006 Sobre l'any Mozart
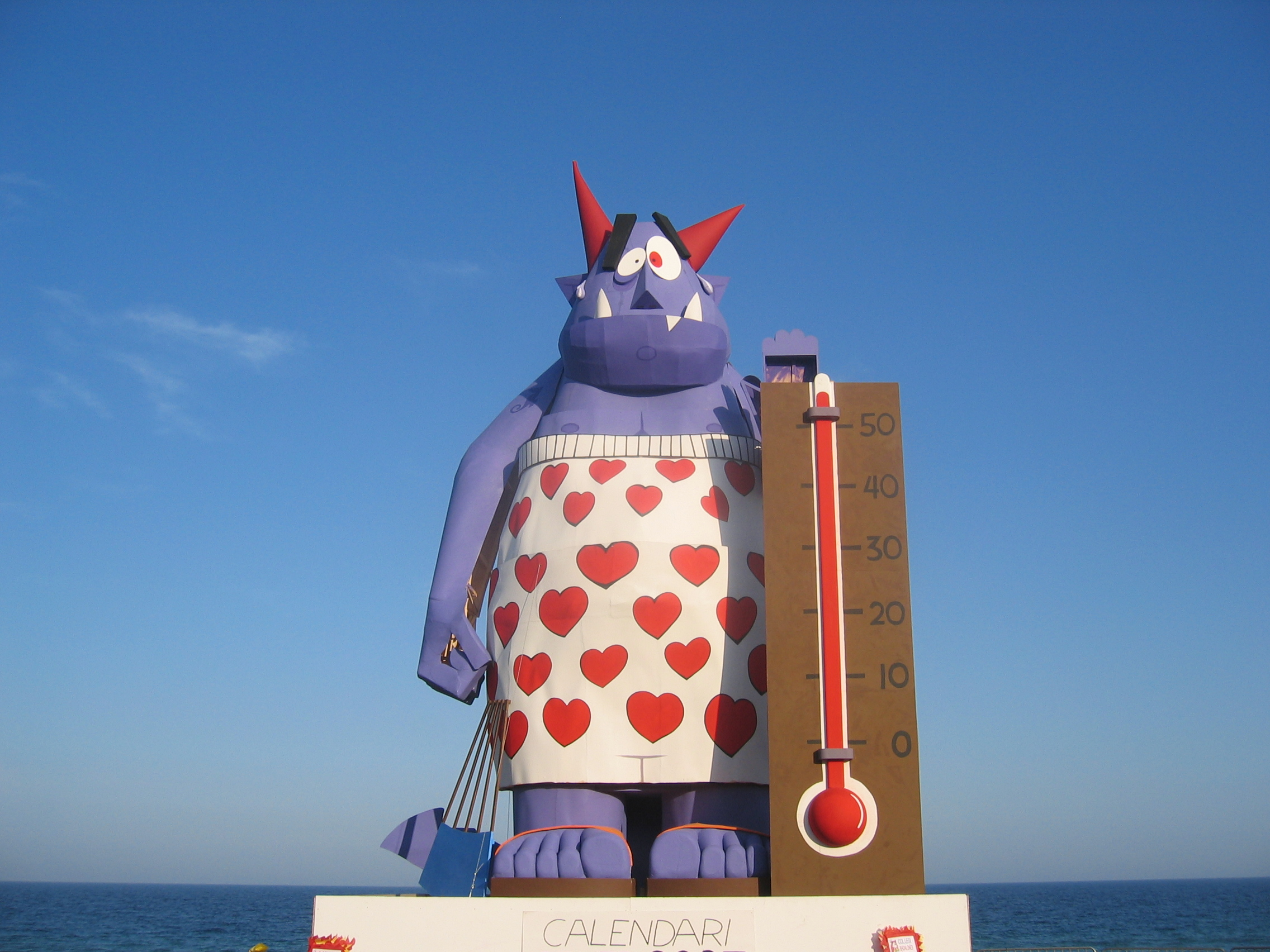
2007 Sobre el canvi climàtic
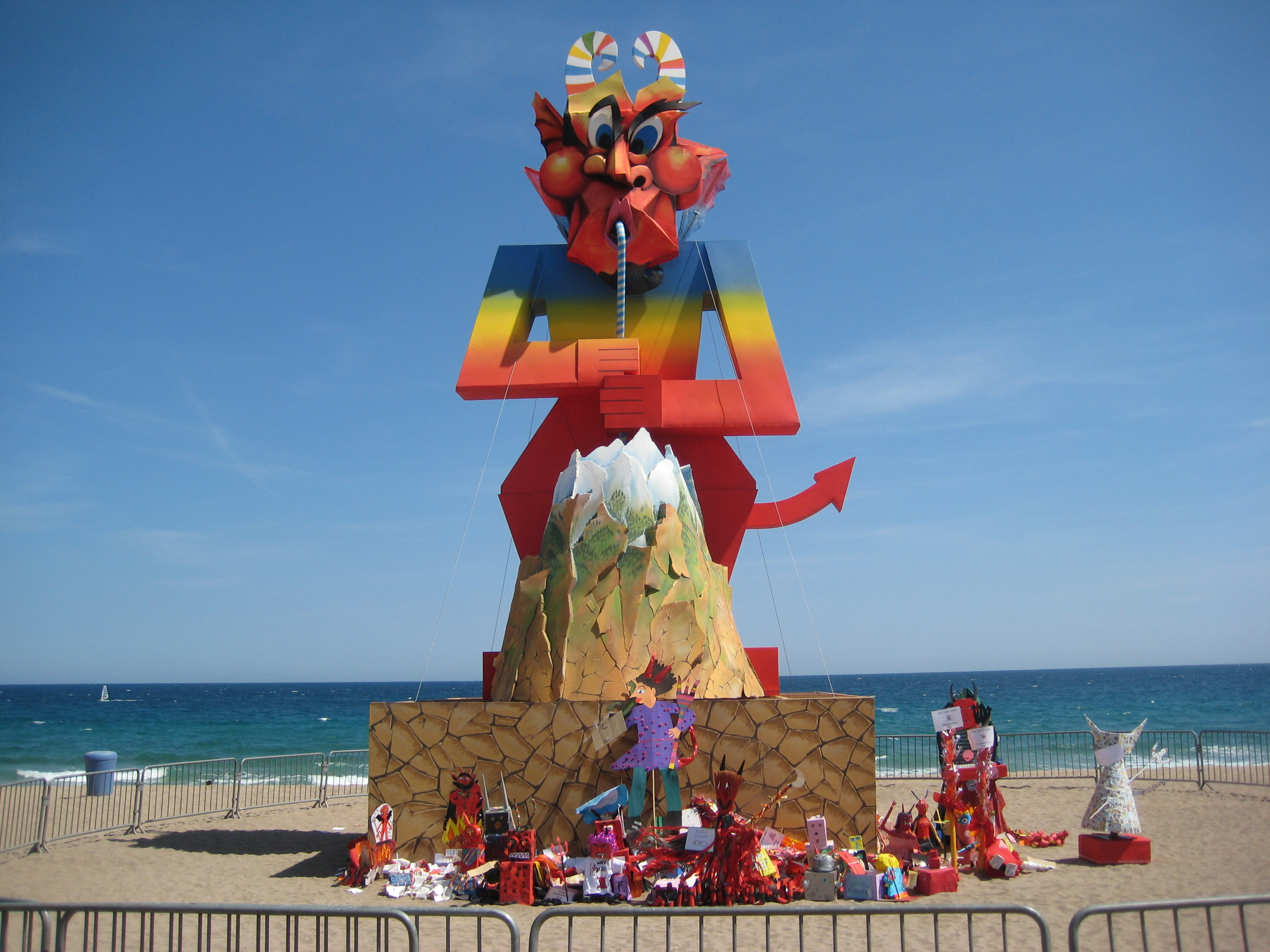
2008 Sobre la sequera a Catalunya
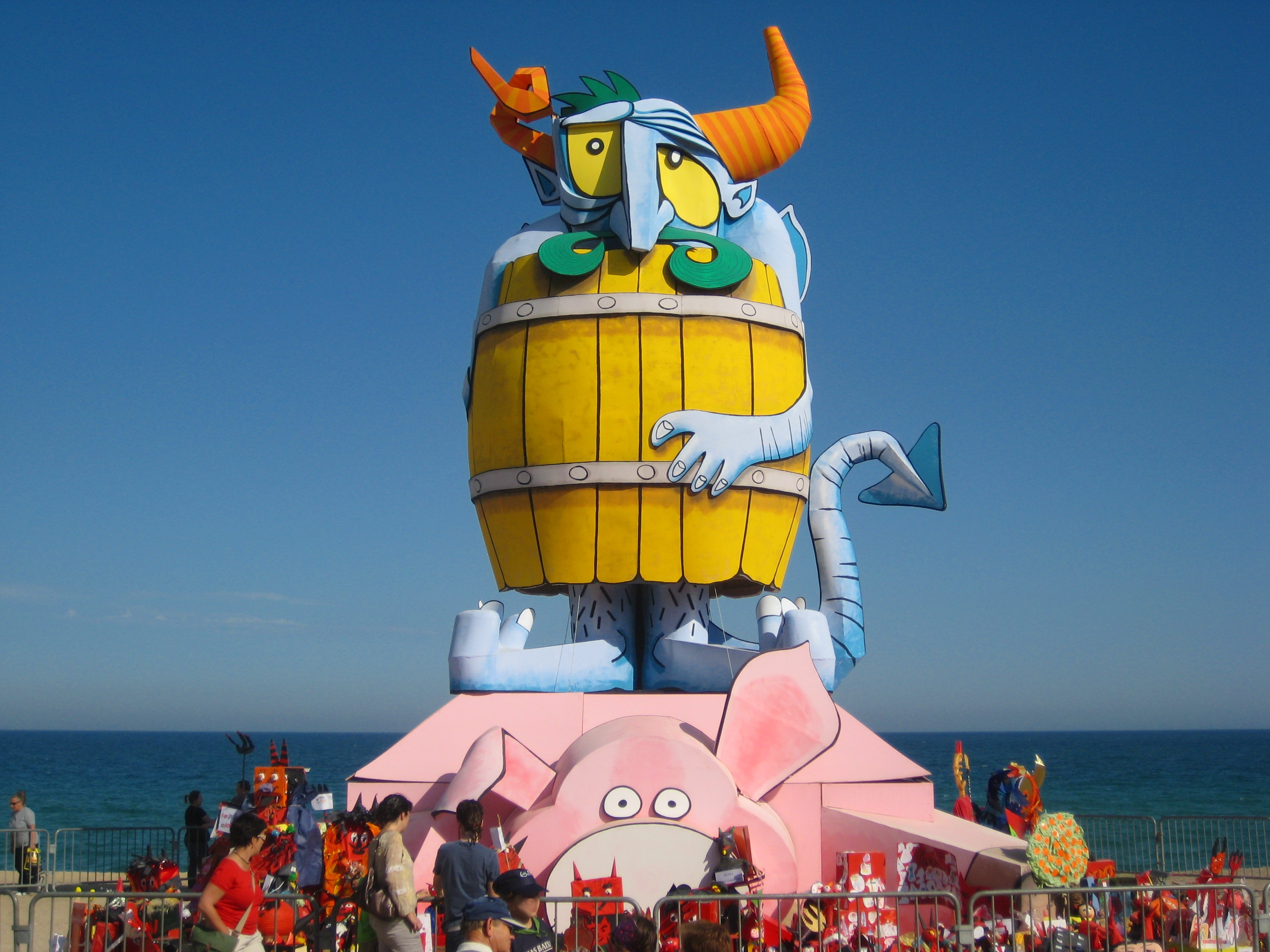
2009 Sobre la crisi econòmica
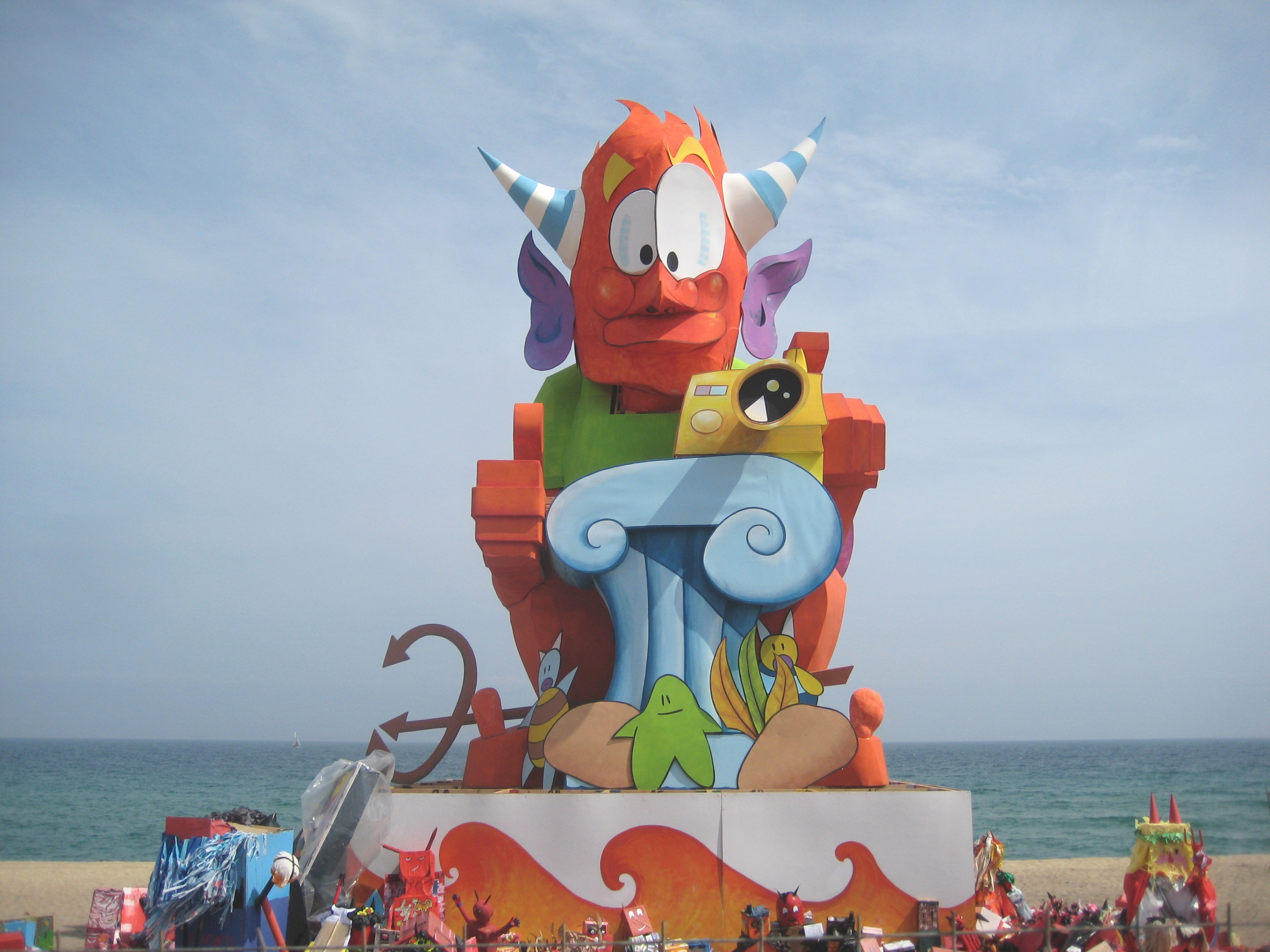
2010 "Badalona posa't guapa". Sobre la capitalitat de la cultura catalana de Badalona
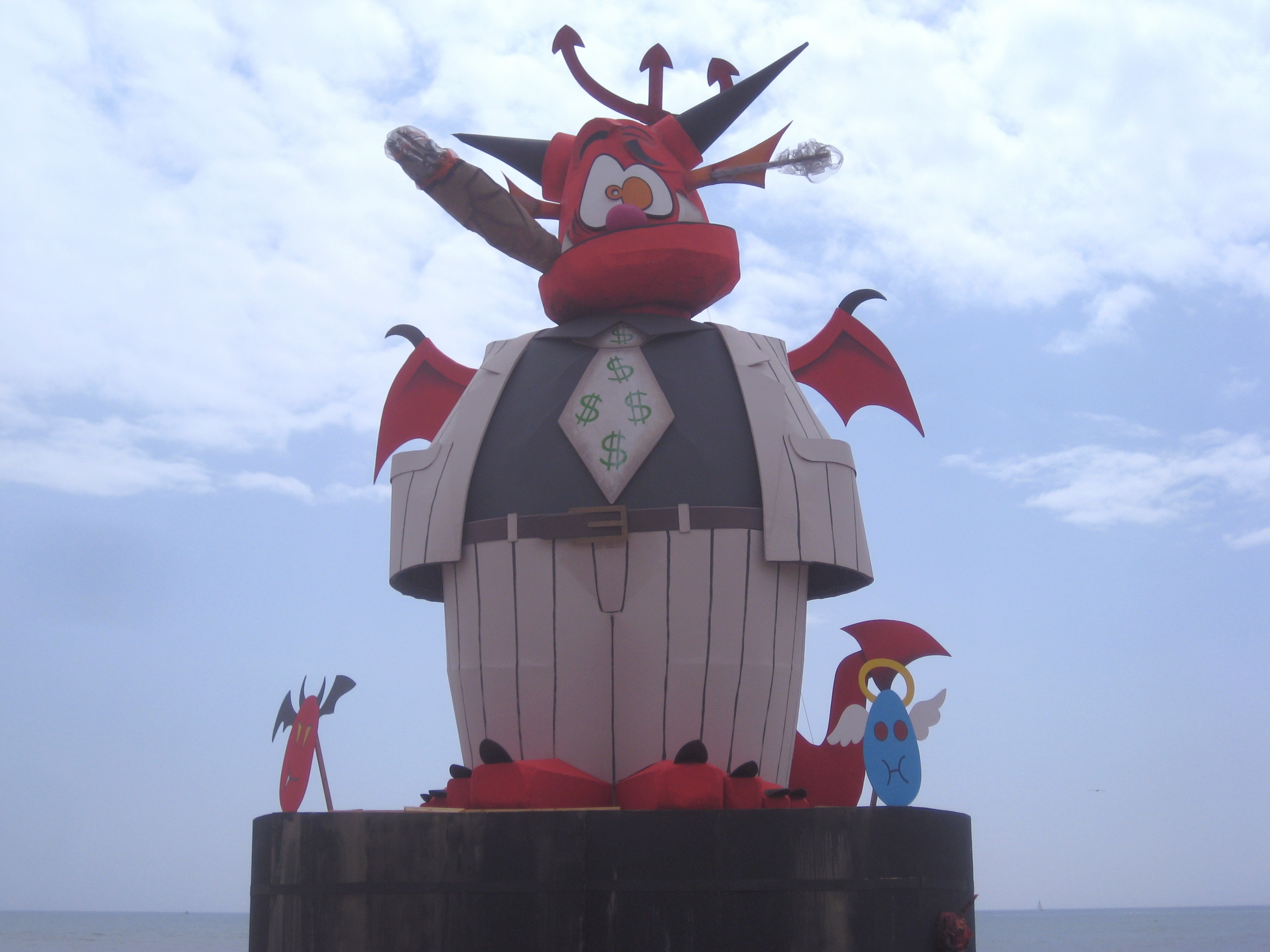
2011 "El Dimoni ho té cru"
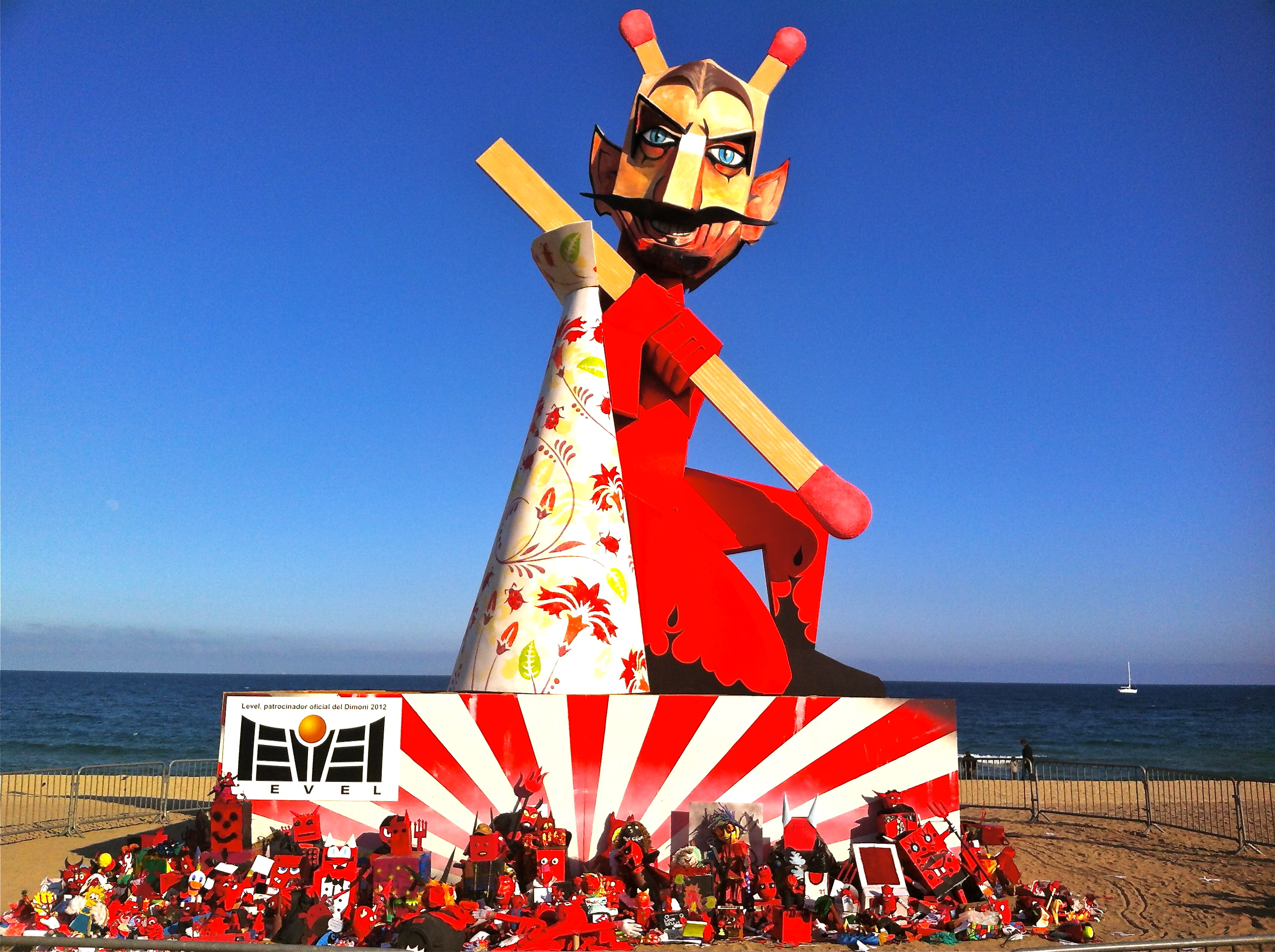
2012 "El Dimoni que somiava amb un llumí". Inspirat en la trilogia Millenium.
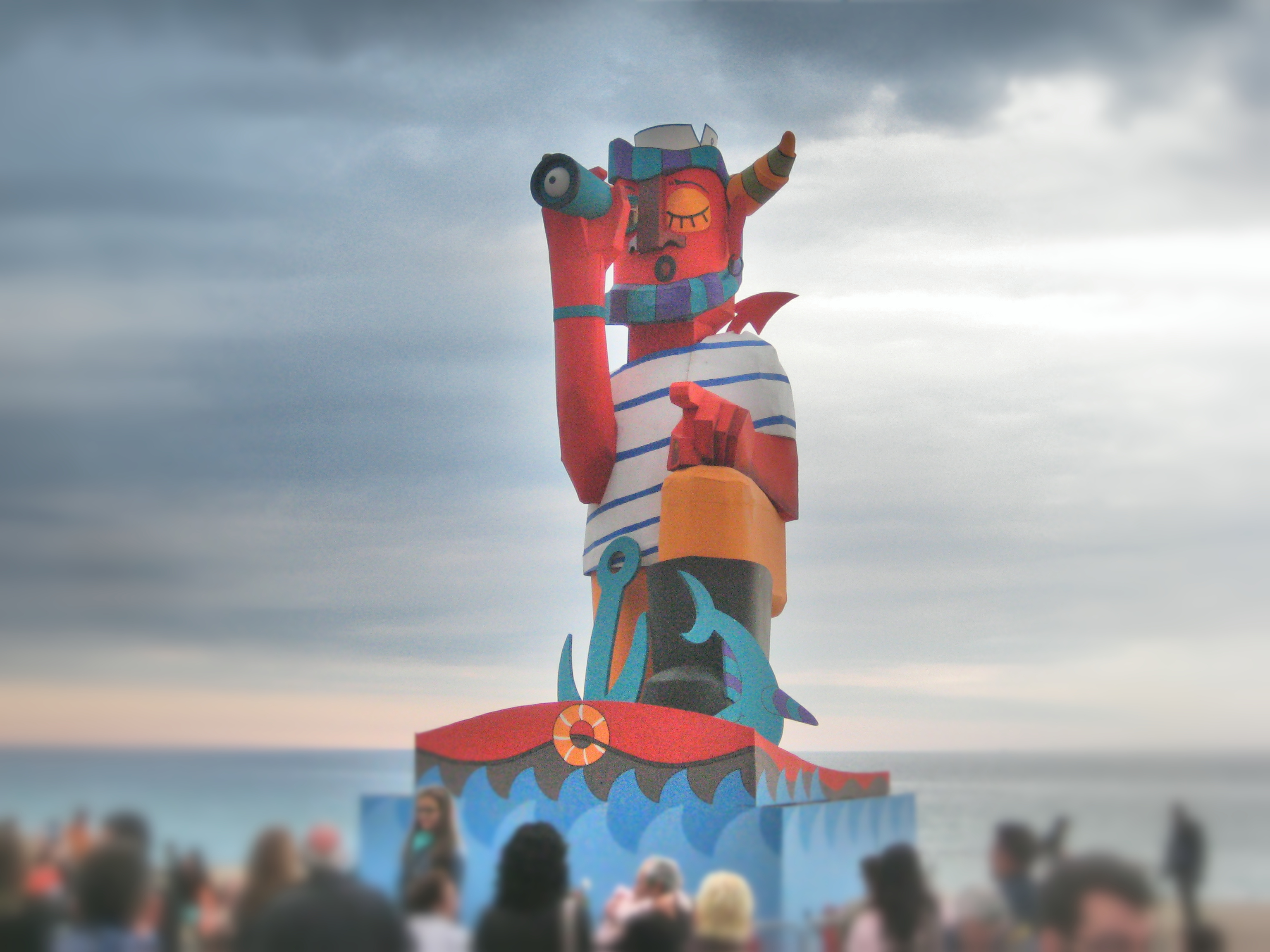
2013 Dimoni mariner inspirat en els pescadors citats per Maldà a Calaix de Sastre, els quals donaren origen a la Cremada
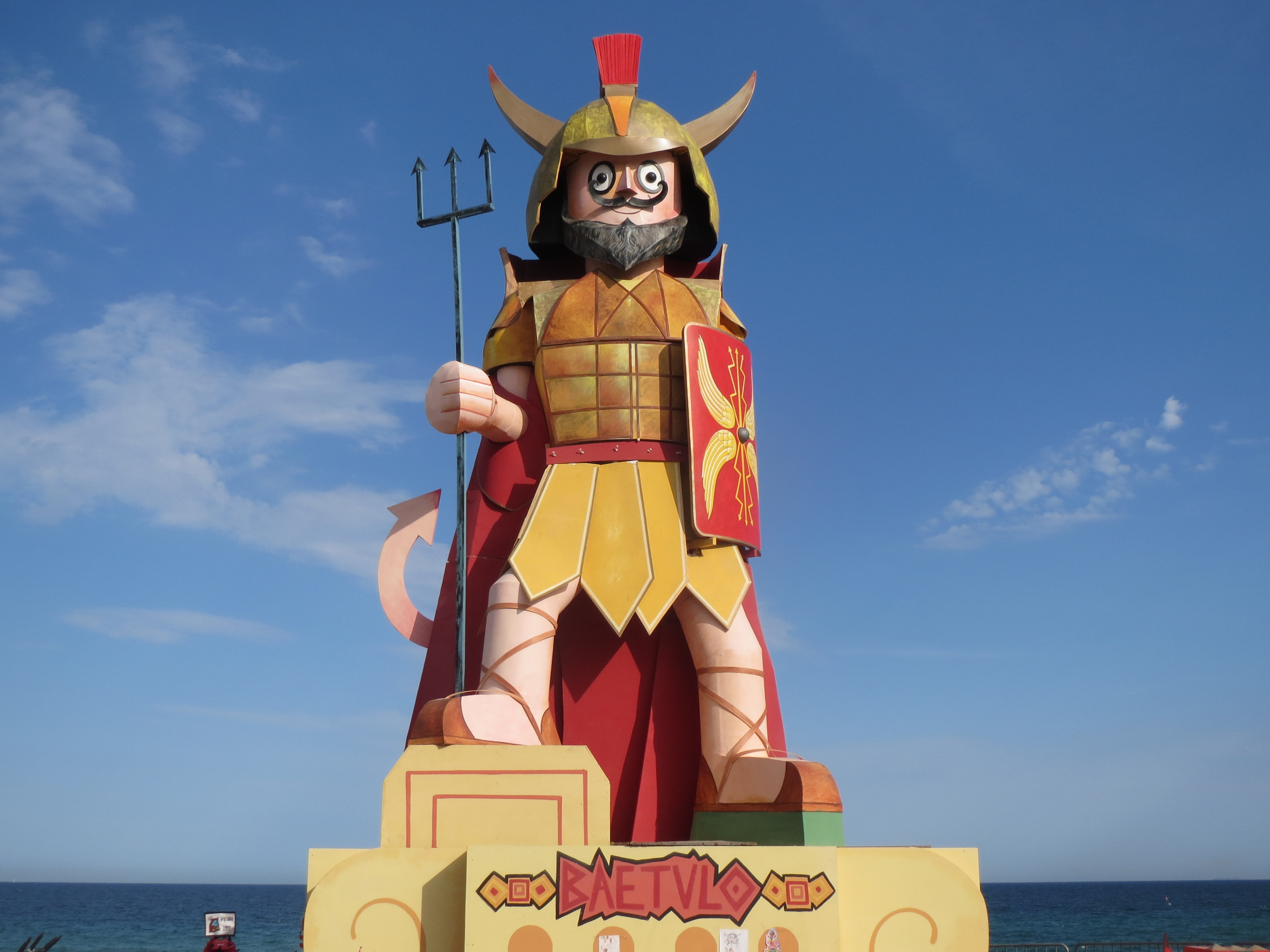
2014 Dimoni de soldat romà
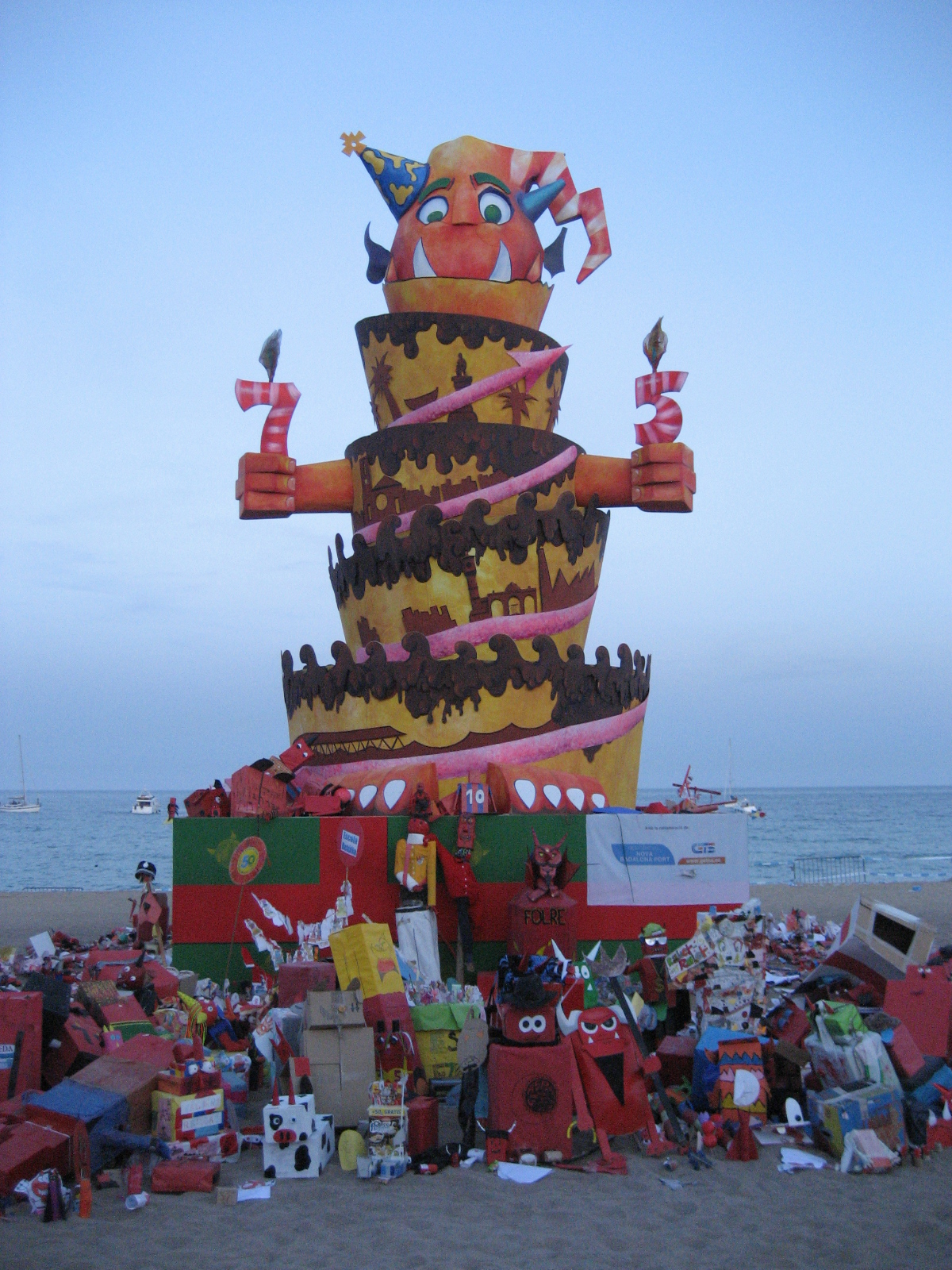
2015 "Dolçament jove", en celebració del 75è aniversari de la cremada
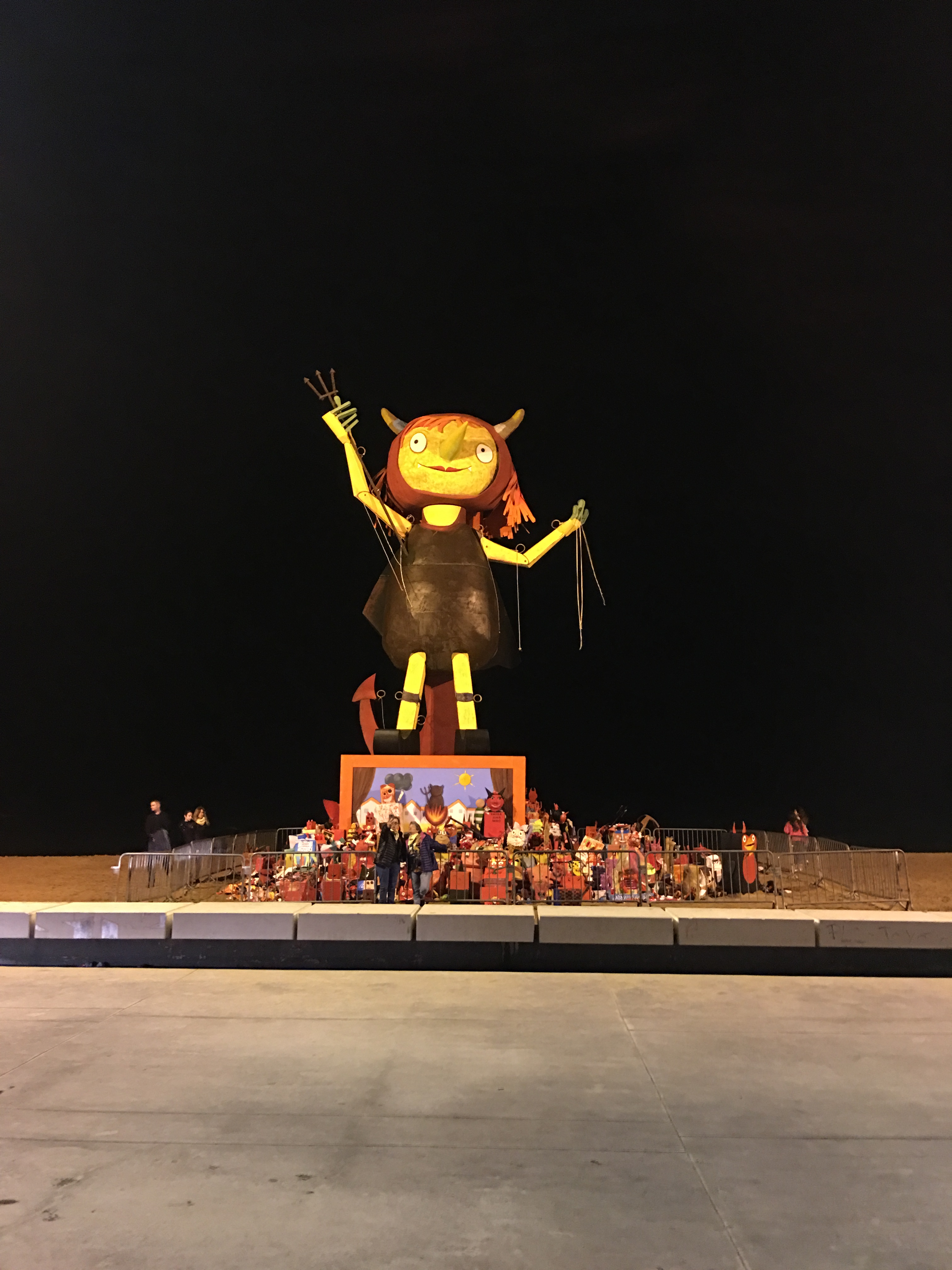
2016 "Dimonieta Rebel"
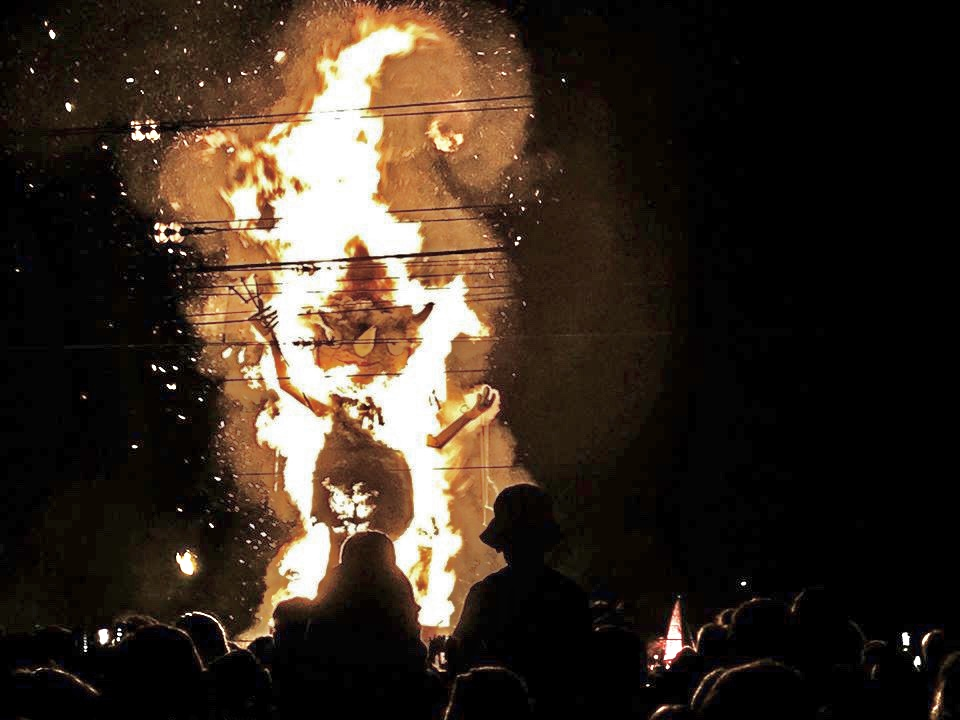
2016 "Dimonieta Rebel" cremant-se